# Pastors de l'estepa occidental

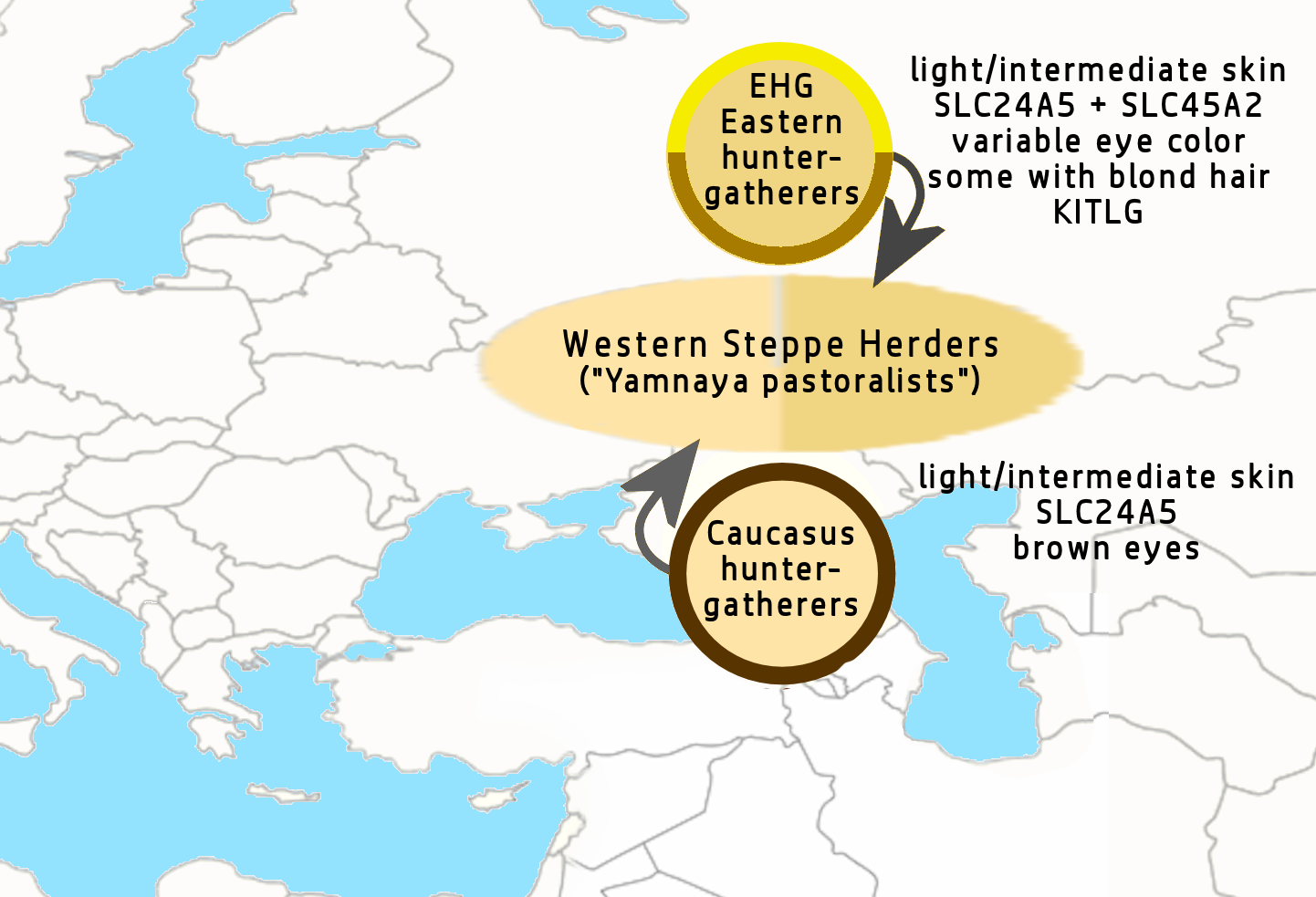
Principals ancestres genètics dels pastors de l'estepa occidental (pastors iamna): una confluència de caçadors-recol·lectors orientals i caçadors-recol·lectors del Caucas

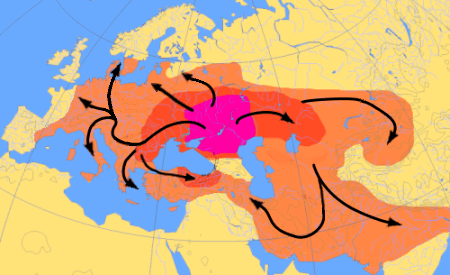
Esquema de les migracions indoeuropees de c. 4000 a 1000 ae segons la hipòtesi dels kurgans. Es considera que aquestes migracions van expandir l'ascendència dels pastors de l'estepa occidental i les llengües indoeuropees a grans àrees d'Euràsia.

En arqueogenètica, el terme pastors de l'estepa occidental o pastors esteparis occidentals es refereix a un component ancestral específic identificat per primera vegada en individus de l'estepa eneolítica al voltant del canvi del V mil·lenni abans de la nostra era, que posteriorment es va detectar en diverses poblacions antigues genèticament semblants o directament relacionades, incloses les cultures de Khvalinsk, Repin, Sredni Stog i iamna, i que es troba en nivells significatius en poblacions contemporànies d'Europa, Àsia Central, Àsia del Sud i Àsia Occidental. Aquesta ascendència sovint es denomina ascendència iamna (o ascendència relacionada amb la Cultura iamna) i també ascendència estepària (o ascendència relacionada amb l'estepa).
Es considera que els pastors esteparis occidentals descendeixen d'una fusió entre caçadors-recol·lectors orientals i caçadors-recol·lectors del Caucas. El component dels pastors de l'estepa occidental es modela com una barreja de components ancestrals de caçadors-recol·lectors orientals i caçadors-recol·lectors del Caucas en proporcions si fa no fa iguals, amb la majoria de la contribució de l'haplogrup de l'ADN del cromosoma Y provinent dels caçadors-recol·lectors orientals. Els haplogrups d'ADN del cromosoma Y dels pastors de l'estepa occidental no són uniformes; els individus de la Cultura iamna pertanyen sobretot a l'haplogrup R1b-Z2103, amb una minoria de I2a2, mentre que entre els de la Cultura de Khvalinsk anterior predominava l'haplogrup R1b, tot i que també n'hi havia haplogrups R1a, Q1a, J i I2a2. En la Cultura de la ceràmica cordada, posterior, hi ha una alta ancestralitat relacionada amb els pastors de l'estepa occidental, els individus masculins d'aquesta cultura pertanyien principalment a l'haplogrup R1b en les primeres mostres, tot i que l'haplogrup R1a-M417 s'hi va fer predominant amb el temps.
Al voltant del 3000 ae, individus de la Cultura iamna o d'un grup estretament relacionat amb ells, amb alts nivells d'ascendència dels pastors de l'estepa occidental i una mica de mescla addicional amb agricultors neolítics, es van expandir massivament per tota Euràsia occidental i central, que hauria dut a la dispersió de moltes llengües indoeuropees segons la majoria dels lingüistes, arqueòlegs i genetistes contemporanis. L'ascendència dels pastors de l'estepa occidental d'aquest període es coneix sovint com a ascendència de l'edat de bronze primerenca i mitjana de l'estepa.
Aquesta migració està vinculada amb l'origen de la Cultura de la ceràmica cordada, els membres de la qual tenien un 75% d'ascendència de pastors de l'estepa occidental, com de la Cultura del vas campaniforme ("grup oriental"), els membres del qual tenien al voltant d'un 50% d'ascendència d'aquests pastors, tot i que les relacions exactes entre aquests grups són incertes.
L'expansió dels pastors de l'estepa occidental va resultar en la disminució notòria de l'ADN-Y dels primers agricultors europeus del patrimoni genètic europeu (en algunes regions com Gran Bretanya la disminució en suposà la substitució quasi completa), i alterà significativament el paisatge cultural i genètic d'Europa. Durant l'edat del bronze, els individus de la Cultura de la ceràmica cordada que tenien una mescla significativa procedent d'Europa central van tornar a l'estepa, i formaren la Cultura de Sintaixtà i un tipus d'ascendència de pastors de l'estepa occidental sovint referit com a "ancestralitat de l'edat del bronze mitjana a tardana de l'estepa" o "ancestralitat relacionada amb la Cultura de Sintaixtà".
La població moderna d'Europa es pot definir assumint que es tracta d'una barreja de caçadors-recol·lectors occidentals, primers agricultors europeus i pastors de l'estepa occidental. Segons un estudi del 2024, l'ancestralitat dels pastors de l'estepa occidental arriba al màxim a Irlanda, Islàndia, Noruega i Suècia. A Àsia meridional, arriba al màxim entre els bramans, bhumihar, ror, jat i els kalash. Els yaghnobis moderns, un poble iranià oriental, i en menor mesura els tadjiks moderns, mostren continuïtat genètica amb els indoiranians de l'edat del ferro a Àsia central i poden usar-se com a referència per a l'origen de l'"ascendència estepària" entre molts grups d'Àsia central i l'Orient Mitjà.

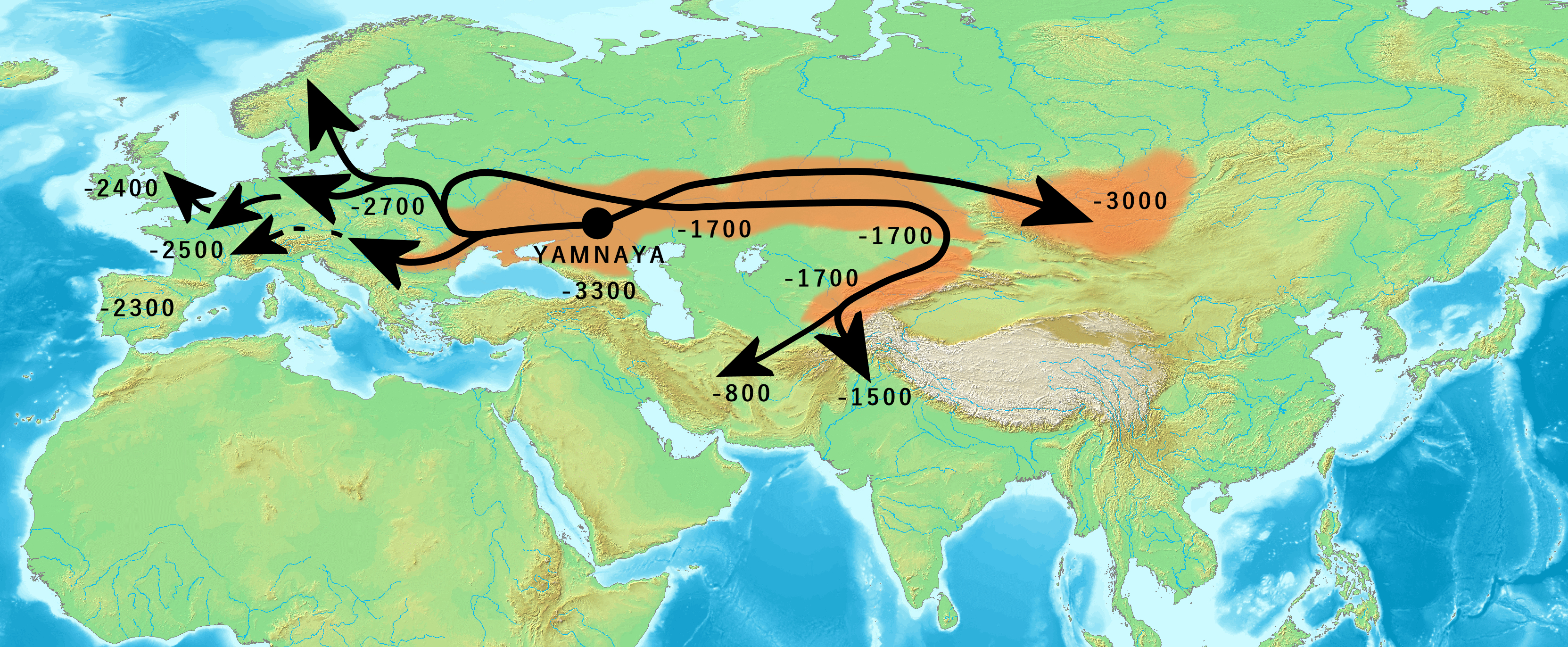
Migració dels pobles relacionats amb iamna, segons Anthony (2007), (2017); Narasimhan et al. (2019);[4] Nordqvist & Heyd (2020):
- 3000 ae: primera migració cap a l'est que inicia la Cultura d'Afanasevo, possiblement llengües tocàries (prototocari)
- 2900 ae: migracions cap al nord-oest que duen la Cultura de la ceràmica cordada, que es transforma en Cultura del vas campaniforme; segons Anthony, una migració cap a l'oest, a l'oest dels Carpats cap a Hongria, com iamna, que es transforma en Cultura del vas campaniforme, possiblement ancestral de les llengües italoceltes
- 2700 ae: segona migració cap a l'est, començant a l'est dels Carpats, com ceràmica cordada, que es transforma en Cultura Fatyanovo–Balanovo; (2800 ae) -> Cultura Abashevo; (2200 ae) -> Sintashta; (2100-1900 ae) -> Andrónovo; (1900-1700 ae) -> indoaris

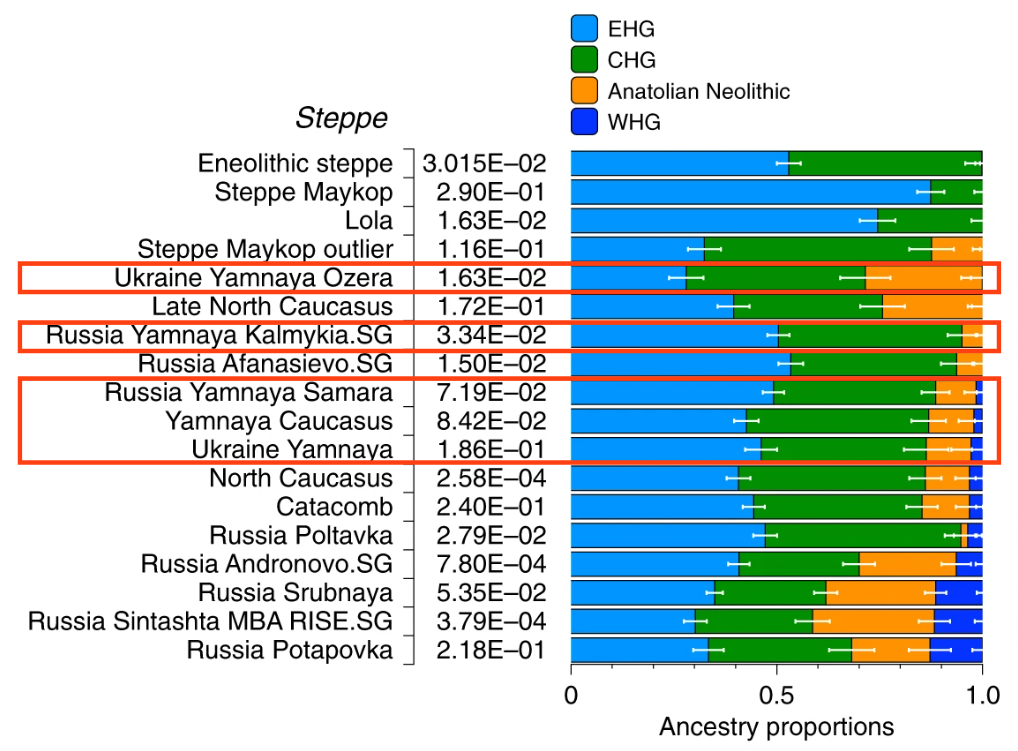
Proporcions de mescla de les poblacions iamna. Combinaven ancestres de caçadors-recol·lectors orientals (0.6 blau clar), caçadors-recol·lectors del Caucas (0.6 verd), neolítics d'Anatòlia (0.6 taronja) i caçadors-recol·lectors occidentals (0.6 blau marí)

- 3000 ae: primera migració cap a l'est que inicia la Cultura d'Afanasevo, possiblement llengües tocàries (prototocari)
- 2900 ae: migracions cap al nord-oest que duen la Cultura de la ceràmica cordada, que es transforma en Cultura del vas campaniforme; segons Anthony, una migració cap a l'oest, a l'oest dels Carpats cap a Hongria, com iamna, que es transforma en Cultura del vas campaniforme, possiblement ancestral de les llengües italoceltes
- 2700 ae: segona migració cap a l'est, començant a l'est dels Carpats, com ceràmica cordada, que es transforma en Cultura Fatyanovo–Balanovo; (2800 ae) -> Cultura Abashevo; (2200 ae) -> Sintashta; (2100-1900 ae) -> Andrónovo; (1900-1700 ae) -> indoaris

## Noms i definició
L'"ancestralitat estepària" es pot classificar en almenys tres grups diferents. En la forma més simple i primerenca, és una barreja de dos components ancestrals molt divergents: una població relacionada amb els caçadors-recol·lectors orientals, els habitants originaris de l'estepa europea del mesolític, i una població relacionada amb els caçadors-recol·lectors del Caucas que es va expandir cap al nord des de l'Orient Pròxim. Aquest perfil d'ascendència es coneix com a ascendència de l'"estepa eneolítica" o "ancestralitat pre-iamna", i està representat per individus antics dels jaciments de Khvalinsk II i Progress 2. Aquests individus són cronològicament intermedis entre els caçadors-recol·lectors orientals i la posterior població iamna, i presenten proporcions molt variables d'ascendència de caçadors-recol·lectors del Caucas.
La població de la Cultura iamna posterior es pot descriure com una mescla de poblacions relacionades amb caçadors-recol·lectors orientals i caçadors-recol·lectors del Caucas, amb una contribució addicional d'agricultors anatòlics (aprox. 14%) i una mica de mescla amb caçadors-recol·lectors occidentals. Alternativament, la població iamna es pot descriure com una barreja d'ascendències de caçadors-recol·lectors orientals, del Caucas, i calcolítica iraniana. Aquest perfil ancestral no es troba pas en les poblacions de l'estepa eneolítica, ni en les poblacions de la Cultura de Maikop de l'estepa. A més dels individus de la Cultura iamna, una ancestralitat molt similar també es troba en individus de la propera Cultura d'Afanasevo a prop del Massís de l'Altai i en la Cultura Poltavka de l'estepa de l'edat del bronze mitjana. Aquest component genètic s'associa a l'edat del bronze primerenca a mitjana procedent de l'estepa, o ascendència relacionada amb els iamna.
Les expansions de poblacions relacionades amb els iamna cap a Europa oriental i central van resultar en la formació de poblacions amb mescla d'ancestralitat de l'estepa i d'agricultors europeus primerencs, com els individus de les antigues cultures de la ceràmica cordada i del vas campaniforme. En la Cultura de la ceràmica cordada oriental, el grup Fatianovo-Balànove pot haver estat la font d'una migració de retorn cap a l'estepa i més cap a l'est, que derivà en la formació de les cultures Srubnaya, Sintaixtà i Andrónovo. El grup genètic representat per individus antics d'aquestes cultures es coneix com a "ascendència de l'edat del bronze mitjana a tardana procedent de l'estepa".

## Orígens i expansió

### Eneolític de l'estepa
La ubicació exacta de la formació inicial de l'ascendència de l'anomenada "estepa eneolítica", que pot descriure's com una mescla relativament simple de poblacions de caçadors-recol·lectors orientals i de l'Orient Pròxim (relacionades amb els del Caucas), continua sent incerta. La mescla entre poblacions amb ascendència d'Orient Pròxim i els caçadors-recol·lectors orientals en l'estepa ponticocaspiana havia començat cap al V mil·lenni ae, almenys 1.000 anys abans de la Cultura iamna.
Aquesta primerenca ancestralitat "pre-iamna" fou detectada per primera vegada en individus eneolítics en el Cementeri de Khvalinsk II i directament al nord de les muntanyes del Caucas al jaciment arqueològic Progress 2; aquesta ascendència també es detecta en individus de la Cultura de Maikop de l'estepa, tot i que amb una mescla addicional semblant a la de Sibèria i les poblacions indígenes americanes.
Els individus de Khvalinsk constitueixen una població genèticament heterogènia, amb alguns més similars als caçadors-recol·lectors orientals i uns altres més propers a la posterior població de la Cultura iamna. En mitjana, aquests individus poden descriure's com unes tres quartes parts de caçadors-recol·lectors orientals i una quarta part d'ascendència de l'Orient Pròxim. Aquests tres individus pertanyen als haplogrups del cromosoma Y de tipus R1a (que no es troba en tombes d'elit de iamna posteriors), R1b i Q1a, dels quals els dos primers es troben en les poblacions de caçadors-recol·lectors orientals precedents, i això indica una continuïtat amb la població caçadora-recol·lectora oriental anterior.
Tres individus del jaciment Progress 2 als contraforts al nord del Caucas també presenten una ancestralitat relacionada amb caçadors-recol·lectors orientals i caçadors-recol·lectors del Caucas, i són genèticament semblants als individus eneolítics de Khvalinsk II, però amb nivells més alts d'ascendència relacionada amb caçadors-recol·lectors del Caucas, que són comparables a la posterior població iamna.
L'arqueòleg David Anthony pensa que la xarxa d'aparellament de Khvalinsk/Progress-2, situada entre l'àrea mitjana del Volga i els contraforts del nord del Caucas, constitueix un "plausible ancestre genètic de iamna".

### Edat de bronze primerenca a mitjana de l'estepa

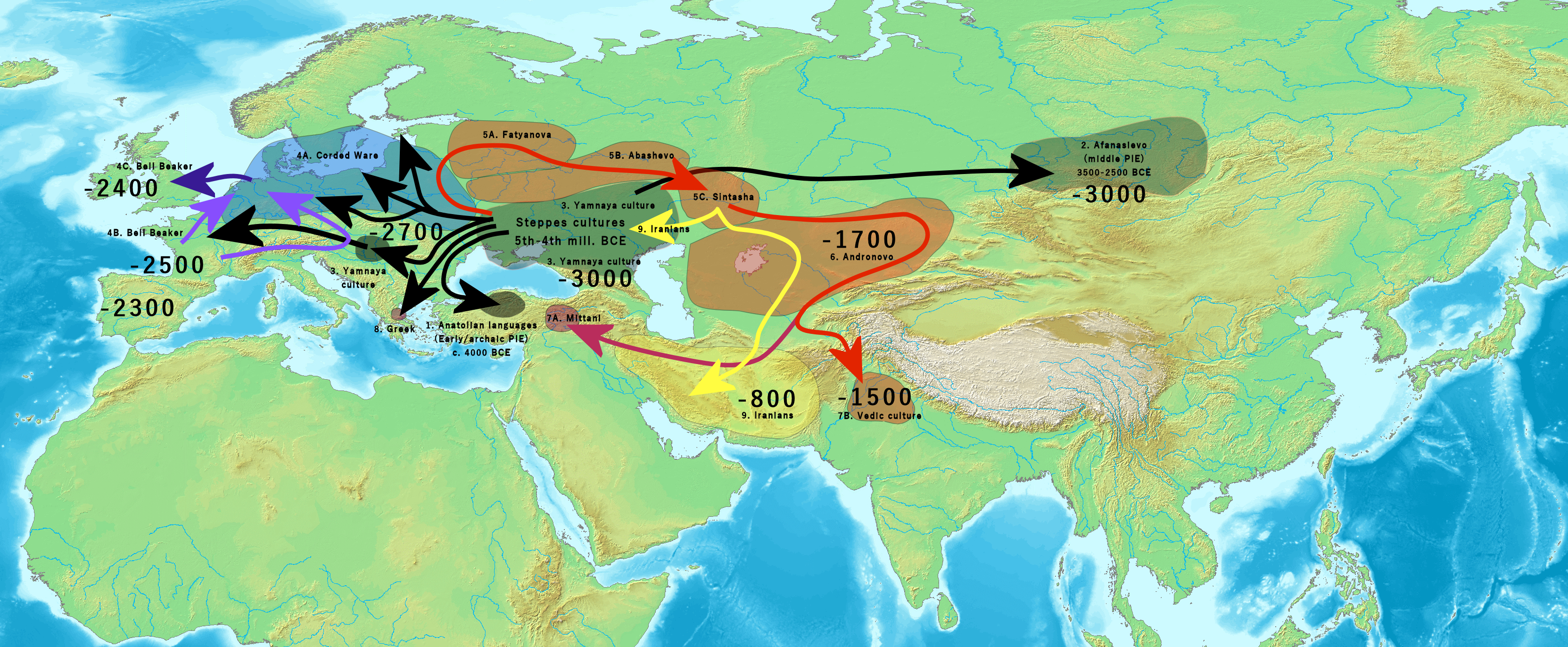
Esquema de les migracions indoeuropees des d'aproximadament el 3000 ae fins al 800 ae

Els primers individus iamna, la població d'Afanasevo i els individus de les cultures de Poltavka i les catacumbes que van seguir als iamna a l'estepa conformen un grup genèticament quasi indistingible, portador sobretot d'haplogrups d'ADN-Y R1b amb una minoria de I2a.
Quan es van publicar les primeres seqüències genòmiques completes de membres de la Cultura iamna el 2015, es deia que els individus iamna no tenien ascendència d'agricultors anatòlics, però després d'estudis més amplis, ara s'acorda que els iamna tenien aproximadament un 14% d'ascendència d'agricultors anatòlics, juntament amb un petit component de caçadors-recol·lectors occidentals, que no estava pas present en els individus de l'estepa eneolítica anterior.
Les poblacions reals involucrades en la formació del grup iamna continuen sent incertes. Els models proposats han inclòs una mescla d'una població de caçadors-recol·lectors orientals/caçadors-recol·lectors del Caucas amb agricultors europeus cap a l'oest (com els de la Cultura de la ceràmica globular o una població genèticament similar), una mescla bidireccional de caçadors-recol·lectors orientals amb una població eneolítica d'Iran, i una mescla tridireccional de caçadors-recol·lectors orientals, caçadors-recol·lectors del Caucas i poblacions eneolítiques d'Iran.
Lazaridis et al. (2022) conclouen que l'ascendència iamna es pot considerar una barreja d'una població de caçadors-recol·lectors orientals/caçadors-recol·lectors del Caucas encara no mostrejada amb una segona font procedent del sud del Caucas, i rebutgen l'Eneolític de Khvalinsk com una població font per al grup iamna. L'estudi també contradiu els suggeriments que les poblacions d'agricultors europeus de les cultures Cucuteni-Tripillia i de l'àmfora globular van contribuir a l'ascendència iamna, ja que els iamna manquen de l'ascendència de caçadors-recol·lectors trobada en els agricultors europeus, i presenten proporcions iguals d'ascendència anatòlica i del Llevant, a diferència dels agricultors europeus, que tenen una ascendència predominantment anatòlica.

### Cultura de la ceràmica cordada i del vas campaniforme
L'evidència arqueogenètica mostra un canvi de població important i relativament sobtat a Europa durant l'inici del tercer mil·lenni ae, la qual cosa derivà en la ràpida expansió de l'ascendència estepària juntament amb les cultures de la ceràmica cordada i del vas campaniforme.
S'ha demostrat que els individus de la ceràmica cordada són genèticament diferents de les cultures neolítiques europees precedents del nord-centre i nord-est d'Europa, amb al voltant del 75% de la seua ascendència deriva d'una població similar als iamna. Els primers individus de la ceràmica cordada són genèticament pròxims als iamna. La mescla amb poblacions neolítiques autòctones donà lloc a individus posteriors que són genèticament intermedis entre els iamna i els de la Cultura de la ceràmica globular. Un estudi del 2021 va mostrar que els primers individus de la ceràmica cordada de Bohèmia es poden descriure com una barreja triple de poblacions semblants als iamna i als membres del Neolític europeu, amb una contribució afegida d'un 5% a 15% d'un grup de l'estepa forestal eneolítica del nord-est europeu (com la Cultura de la ceràmica puntejada, el neolític mitjà de Letònia, el neolític d'Ucraïna o una població genèticament semblant), un grup al qual els autors denominen ascendència de l'Estepa Forestal.
En la Cultura del vas campaniforme, es troben altes proporcions (aprox. un 50%) d'ascendència relacionada amb l'estepa en individus d'Alemanya, la República Txeca i Gran Bretanya. El canvi genètic és més substancial a Gran Bretanya, on aproximadament el 90% del patrimoni genètic es reemplaçà en uns pocs centenars d'anys. Els primers individus del vas campaniforme de Bohèmia amb ascendència estepària són genèticament semblants als individus de la ceràmica cordada, i això indica una continuïtat entre aquests dos grups. Els individus posteriors del vas campaniforme presenten un 20% addicional d'ascendència de l'[[|Eneolític|Eneolític mitjà]].

## Anàlisi
L'arqueòleg estatunidenc David W. Anthony (2019) va resumir les dades genètiques recents sobre els pastors de l'estepa occidental. Assenyala que mostren continuïtat genètica entre les línies paternes de la Cultura del Dniéper-Donets i la Cultura iamna, ja que s'ha trobat que els hòmens de totes dues cultures eren en la majoria portadors del R1b, i en menor mesura, de l'I2.
Mentre que l'ADN mitocondrial dels pobles del Dniéper-Donets correspon exclusivament a tipus de l'haplogrup U, associat amb caçadors-recol·lectors orientals i pastors de l'estepa occidental, l'ADN mitocondrial dels iamna també inclou tipus freqüents entre caçadors-recol·lectors del Caucas i primers agricultors europeus. Anthony observa que els pastors de l'estepa occidental ja s'havien trobat prèviament entre la Cultura de Sredny Stog i la de Khvalinsk, que van precedir a la Cultura iamna a l'estepa ponticocaspiana. Els individus de la Cultura de Sredny Stog eren principalment primers agricultors europeus  amb una lleugera mescla de primers agricultors europeus, mentre que els de la Cultura de Khvalinsk, que vivien més a l'est, eren purament pastors de l'estepa occidental. Anthony també destaca que, a diferència dels seus predecessors de Khvalinsk, l'ADN del cromosoma Y dels iamna és només de tipus caçadors-recol·lectors orientals i pastors de l'estepa occidental, i això indica que els clans de la Cultura iamna eren d'origen caçadors-recol·lectors orientals i pastors de l'estepa occidental.
Atés que s'ha trobat que la petita ascendència de primers agricultors europeus dels pastors de l'estepa occidental prové d'Europa central i que no es detecta ADN-Y procedent dels caçadors-recol·lectors del Caucas entre els iamna, Anthony considera que és impossible que la Cultura de Maikop haja contribuït significativament a la cultura o ascendència de tipus caçadors-recol·lectors del Caucas dels pastors de l'estepa occidental. Anthony indica que la barreja entre caçadors-recol·lectors orientals i caçadors-recol·lectors del Caucas va ocórrer primer en la part oriental de l'estepa ponticocaspiana al voltant del 5000 ae, mentre que la mescla amb primers agricultors europeus va ocórrer en les parts del sud de l'estepa ponticocaspiana en un moment posterior.
Atés que l'ADN del cromosoma Y dels iamna és exclusivament del tipus de caçadors-recol·lectors orientals i pastors de l'estepa occidental, Anthony observa que la mescla degué ocórrer entre hòmens d'aquests dos tipus i dones procedents dels caçadors-recol·lectors del Caucas i dels primers agricultors europeus. Anthony considera això com a evidència que les llengües indoeuropees foren inicialment parlades entre els caçadors-recol·lectors orientals que vivien a Europa oriental. Sobre això, Anthony conclou que les llengües indoeuropees que els pastors de l'estepa occidental introduïren foren el resultat d'"un idioma dominant parlat per caçadors-recol·lectors orientals que va absorbir elements fonològics, morfològics i lèxics de tipus caucàsic" (parlat per caçadors-recol·lectors del Caucas).
Durant l'Eneolític i l'edat del bronze primerenca, les cultures dels primers agricultors europeus a Europa foren desplaçades per migracions successives de pastors de l'estepa occidental. Aquestes migracions feren que les línies d'ADN patern dels primers agricultors europeus a Europa fossen quasi totalment reemplaçades per ADN patern de caçadors-recol·lectors orientals/pastors de l'estepa occidental (sobretot R1b i R1a). L'ADNmt dels primers agricultors europeus, però, hi era freqüent, i això indica una mescla entre hòmens pastors de l'estepa occidental i dones primeres agricultores europees.

## Estudis sobre els pastors esteparis occidentals
Un resum d'estudis genètics publicats en Nature i Cell durant l'any 2015 és donat per (Heyd, 2017):
- El component dels pastors de l'estepa occidental "és menor al sud d'Europa i major al nord europeu", on els habitants tenen aproximadament un 50% d'ascendència de pastors de l'estepa occidental. (Haak et al., 2015; Lazaridis et al., 2016)
- Està vinculat a les migracions de les poblacions iamna datades de cap al 3000 ae (Allentoft et al., 2015; Haak et al., 2015);
- L'Europa del tercer mil·lenni (i la prehistòrica en general) fou "un període altament dinàmic que implicà migracions i reemplaçaments de població a gran escala" (Allentoft et al., 2015);
- Les migracions iamna estan vinculades a l'expansió de les llengües indoeuropees (Allentoft et al., 2015; Haak et al., 2015);
- La pesta (Yersinia pestis) es propagà a Europa durant el tercer mil·lenni ae (Rasmussen et al., 2015) i es va originar en migracions des de les estepes euroasiàtiques;
- Els pobles iamna tenen la selecció genètica més alta calculada fins hui per a l'alçada (Mathieson et al., 2015).

## Fenotips

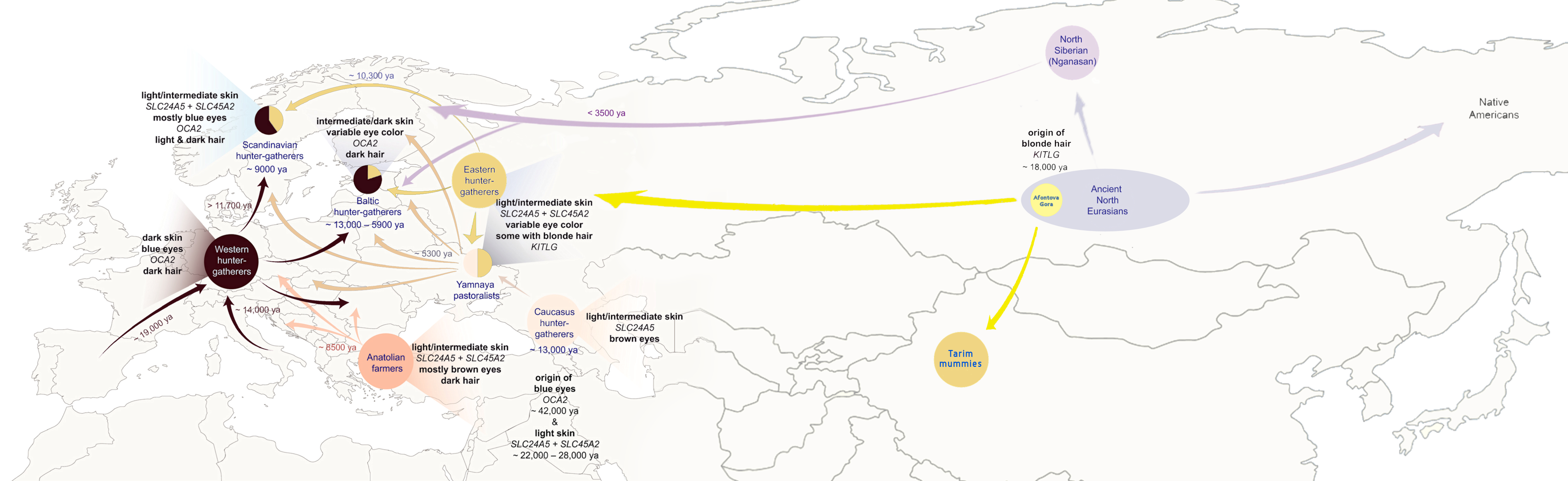
Anàlisi arqueogenètic de la pigmentació de la pell en poblacions d'Europa prehistòrica

Es creu que els pastors de l'estepa occidental tenien pell clara. Es considera que les poblacions de l'estepa de l'edat del bronze primerenca, com els iamna, tenien la  majoria ulls marrons i cabell fosc, mentre que les persones de la Cultura de la ceràmica cordada tenien una major proporció d'ulls blaus. Un estudi del 2022 suggereix que el to de pell dels pobles pastors de l'estepa occidental era d'ulls marrons, cabell marró i tonalitats de pell intermèdies. Els autors van assenyalar que el fenotip de "to intermedi" de pell es troba comunament en poblacions mediterrànies actuals, en contraposició als tons "pàl·lids" dels europeus del nord actuals.
L'al·lel rs12821256 del gen KITLG, que controla el creixement de melanòcits i la síntesi de melanina, s'associa amb el cabell ros i es trobà per primera volta en un individu euroasiàtic del nord de Sibèria, datat del voltant del 15000 ae, i més tard en tres caçadors-recol·lectors orientals de Samara, Motala i Ucraïna, i en individus posteriors amb ascendència de pastors de l'estepa occidental. El genetista David Reich conclou que la migració massiva dels pastors de l'estepa occidental degué introduir aquesta mutació a Europa, i això explicaria per què hi ha centenars de milions de còpies d'aquest SNP en els europeus moderns. El 2020, un estudi suggeria que l'ascendència dels pastors de l'estepa occidental era responsable de l'aclariment de la pell i el color del cabell dels europeus moderns, amb un efecte dominant en el fenotip dels europeus del nord, en concret. En general, els habitants de l'Arc Sud tenien una pigmentació més fosca de mitjana que els del nord (Europa fora de l'Arc Sud i l'estepa euroasiàtica). En examinar els fenotips de pigmentació composta, els investigadors observaren que, tot i que la pigmentació mitjana diferenciava entre les poblacions de l'Arc Sud i el nord, els fenotips clars es trobaven en totes dues àrees en dates primerenques semblants, creixent en paral·lel en els mil·lennis recents, i això fa que la pigmentació clara a Euràsia occidental siga el resultat d'una constant pressió selectiva al llarg dels segles.
Un estudi del 2015 va trobar que els iamna tenien la major selecció genètica calculada per a l'altura de totes les poblacions antigues estudiades. Un estudi del 2024 argumenta que les diferents quantitats d'ascendència semblant a iamna o de tipus estepari en els europeus del nord i del sud són responsables de la diferència d'alçada. A més a més, "basat en evidència osteològica, es considera que els iamna eren alts i tenien cranis dolicocefèlics (l'altura mitjana dels hòmens era de 175,5 cm), mentre que els representants de la Cultura de les catacumbes eren més robusts i tenien cranis més braquicèfals".